# Nikolett Szabó
Nikolett Szabó, född den 3 mars 1980 i Budapest, är en ungersk friidrottare som tävlar i spjutkastning.
Szabó var väldigt framgångsrik som junior då hon blev europamästare för juniorer 1999 och fyra vid VM för juniorer 1998.
Som senior har hon haft svårt att nå samma framgångar. Hon blev åtta vid EM 2002 i München och tolva vid VM 2003 i Paris. Hon slutade dock trea vid IAAF World Athletics Final 2003 i Monaco.
Vid både Olympiska sommarspelen 2004 och 2008 samt vid VM 2005 blev hon utslagen redan i försöken.

## Personliga rekord
- Spjutkastning - 64,62 meter